# 450
450（四百五十、よんひゃくごじゅう）は自然数、また整数において、449の次で451の前の数である。

## 性質
- 450は合成数であり、約数は 1, 2, 3, 5, 6, 9, 10, 15, 18, 25, 30, 45, 50, 75, 90, 150, 225, 450 である。
  - 約数の和は1209。
    - 108番目の過剰数である。1つ前は448、次は456。
    - 約数の和が奇数になる36番目の数である。1つ前は441、次は484。

  - 約数を18個もつ6番目の数である。1つ前は396、次は468。
- φ(n)=450 をみたす自然数 n は存在しない(ノントーティエント)。このような偶数では、1つ前は446、次は454。
- 120番目のハーシャッド数である。1つ前は448、次は460。
  - 9を基とする40番目のハーシャッド数である。1つ前は441、次は504。
- 約数の和が450になる数は3個ある。(232, 298, 449) 約数の和3個で表せる14番目の数である。1つ前は324、次は468。
- 450 = 32 + 212 = 152 + 152
  - 異なる2つの平方数の和で表せる135番目の数である。1つ前は449、次は452。(オンライン整数列大辞典の数列 A004431)
  - 2つの平方数の和2通りで表せる25番目の数である。1つ前は445、次は481。
- 450 = 12 + 72 + 202 = 52 + 52 + 202 = 52 + 82 + 192 = 52 + 132 + 162 = 92 + 122 + 152
  - 3つの平方数の和5通りで表せる20番目の数である。1つ前は449、次は470。(オンライン整数列大辞典の数列 A025325)
  - 450 = 12 + 72 + 202 = 52 + 82 + 192 = 52 + 132 + 162 = 92 + 122 + 152
    - 異なる3つの平方数の和4通りで表せる29番目の数である。1つ前は449、次は465。(オンライン整数列大辞典の数列 A025342)
- 異なる4つの平方数の和19通りで表せる最小の数である。次は534。
  - 異なる4つの平方数の和 n 通りで表せる最小の数である。1つ前の18通りは550、次の20通りは582。(オンライン整数列大辞典の数列 A025417)
- 4つの平方数の和27通りで表せる最小の数である。次は759。
  - 4つの平方数の和 n 通りで表せる最小の数である。1つ前の26通りは598、次の28通りは546。(オンライン整数列大辞典の数列 A025416)
- 450 = 2 × 152
  - n = 15 のときの 2n2 の値とみたとき1つ前は392、次は512。(オンライン整数列大辞典の数列 A001105)
  - 450 = 2 × 32 × 52
    - 3つの異なる素因数の積で p2 × q2 × r の形で表せる5番目の数である。1つ前は396、次は468。(オンライン整数列大辞典の数列 A179643)
- n = 450 のとき n と n + 1 を並べた数を作ると素数になる。n と n + 1 を並べた数が素数になる57番目の数である。1つ前は446、次は452。(オンライン整数列大辞典の数列 A030457)
- 450 = {\displaystyle \sum _{k=1}^{10}(k^{2}+k+1)}
  - n = 10 のときの {\displaystyle \sum _{k=1}^{n}(k^{2}+k+1)} の値とみたとき1つ前は339、次は583。(オンライン整数列大辞典の数列 A145069)
- 450 = 212 + (4 + 4 + 1)
  - n = 21 のときの n2 とその各位の和との和とみたとき1つ前は404、次は500。(オンライン整数列大辞典の数列 A171613)

## その他 450 に関連すること
- 西暦450年
- 紀元前450年
- 東武クハ450形電車
- オリンパス E-450 - オリンパス社のオリンパスE-システムの一眼レフデジタルカメラ。
- シトクロムP450 - 特定の酸化還元酵素ファミリーに属する酵素の総称。